# Énurésie nocturne
Ne doit pas être confondu avec Encoprésie.
 Mise en garde médicale
L’énurésie (ou énurèse) nocturne est une affection caractérisée par la survenue pendant le sommeil de mictions involontaires et inconscientes chez l’enfant de plus de cinq ans ou l’adulte. C’est ce que désigne familièrement l’expression « faire pipi au lit ». L’énurésie est due à un sommeil trop profond, à un manque de maturité du réflexe de miction ou à un trouble psycho-affectif. Dans de rares cas, l’énurésie nocturne est le signe d’une malformation de l’appareil urinaire voire d’une malformation d’Arnold Chiari.
L’énurésie nocturne est dite primaire si l’enfant a toujours mouillé son lit et secondaire si une période de propreté de six mois a été observée. Dans ce dernier cas, la cause est souvent un trouble psycho-affectif. Elle est dite monosymptomatique si elle est isolée, c’est-à-dire si elle n’est pas associée à une énurésie ou à des problèmes mictionnels diurnes.

## Épidémiologie
Dix à vingt pour cent des enfants en souffrent à 5 ans, 3 à 4 % des enfants en souffrent à 10 ans, 1 à 2 % des enfants en souffrent à 15 ans,. Il est estimé qu’un adulte sur deux cents en reste affecté à vie, cependant les statistiques chez l'adulte ne sont basées que sur les cas déclarés. Les patients affectés gardant souvent ce problème caché du fait de la honte engendrée par ce problème réputé « d'enfant », les valeurs sont probablement sous-estimées. Les garçons en souffrent deux à trois fois plus souvent que les filles. Elle est parfois associée avec une incontinence diurne, également, avec une constipation, des troubles de la respiration durant le sommeil, un diabète de type 1 ou une obésité. Elle est plus fréquente chez les enfants ayant des troubles du développement ou du comportement : autisme, trouble du déficit de l'attention avec ou sans hyperactivité ainsi que des troubles Dys. Les formes primaires sont plus fréquentes que les formes secondaires et les monosymptomatiques que les polysymptomatiques.
Une prise en charge doit se discuter uniquement si les épisodes sont répétées : au moins un épisode mensuel trois mois d'affilée à partir de cinq ans. L'évolution est bonne spontanément essentiellement pour les formes modérées.

## Causes
Les causes peuvent en être multiples : problèmes psychologiques quelle que soit sa cause, de sommeil ou proprement urologique (cystite). L'IRM fonctionnelle montre des anomalies d'activation au niveau du cortex préfrontal, suggérant un problème de maturation retardé. 
Deux gènes sur les chromosomes 12 et 13 ont été isolés dans certaines familles d’énurétiques, mais leur rôle réel n’est pas clair. Si l’un des parents était énurétique, il y a 44 % de risques que l’enfant le soit. Si les deux parents étaient énurétiques, il y a 77 % de risques que l’enfant le soit. Un enfant énurétique a respectivement une probabilité de 23 % et 35 % d’avoir une mère ou un père anciennement énurétique.
Plusieurs mécanismes entrent en jeu : un défaut d'éveil lorsque la vessie est pleine,, une polyurie nocturne (augmentation du volume d'urines produites) ainsi qu'un réflexe de vidange de la vessie persistant, durant le sommeil. Par ailleurs, le volume de la vessie durant les mictions nocturnes involontaires semble inférieur à celui lors des mictions diurnes, suggérant une cause locale.

## Conséquences
L'énurésie nocturne peut être socialement stigmatisante, pouvant entraîner des troubles du comportement et une baisse de l'estime de soi. Elle peut provoquer également des réactions violentes de certains parents sous prétexte de punir l'enfant.

## Examen
Un examen clinique permet d’éliminer les arguments en faveur d’une maladie neurologique.
De manière systématique, un examen cytobactériologique des urines (prélèvement de manière stérile d’un échantillon d’urines pour examen au microscope et mise en culture) est fait de manière à éliminer une infection urinaire. L’absence de sucre dans les urines permet d’éliminer un diabète. 
Si l’énurésie est également diurne, un avis spécialisé est nécessaire. L’échographie vésicale permet d’évaluer le volume de la vessie et son résidu (volume après miction). Une exploration urodynamique peut être parfois proposée.

## Traitement

### Règles hygiéno-diététiques et abord comportemental
Il s’agit du traitement de première ligne dans l’énurésie isolée ; il est efficace dans 30 % des cas, ce qui est supérieur à une attitude attentiste. Différentes mesures hygiéno-diététiques sont préconisées : il est ainsi conseillé de favoriser la miction avant le coucher, d’éviter les boissons dans les deux heures qui précèdent celui-ci. 
Le traitement d’une constipation associée peut aider à la résolution du problème.

### Systèmes d'alarme

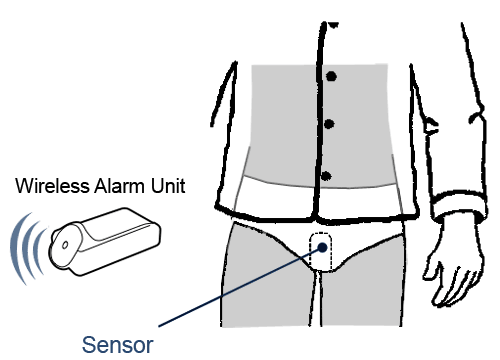
Fonctionnement d’un système d’alarme sans fil.

Il existe différents systèmes d’alarme commercialisés qui amènent à un réveil de l’enfant (ou d'un parent) dès le tout début de la miction nocturne. Ils fonctionnent sur le principe de la conductivité électrique de l’urine qui agit comme un interrupteur et enclenche une sonnerie. Ces systèmes ont fait la preuve de leur utilité dans le traitement de l’énurésie primaire monosymptomatique,.

### Traitements médicamenteux
Le traitement médicamenteux ne doit pas être prescrit en première intention et sera discuté en cas d’échec des mesures générales et lorsque l’énurésie devient mal tolérée par l’enfant ou l’adolescent. Il convient de retenir deux médicaments : la desmopressine et l’oxybutynine. Les antidépresseurs tricycliques (imipramine et clomipramine) ne sont plus indiqués dans l’énurésie chez l’enfant en raison de leurs effets secondaires potentiellement graves.
Seule la desmopressine, qui est un analogue structurel de l’arginine-vasopressine de synthèse (hormone antidiurétique ou ADH), a l’indication dans le traitement de l’énurésie isolée avec une efficacité démontrée. Elle aurait pour action principale de diminuer la diurèse nocturne en augmentant la réabsorption d’eau au niveau du tube collecteur du néphron. Son effet secondaire principal serait la survenue d’une baisse sanguine du taux de sodium (hyponatrémie) qui peut être prévenue en recommandant de ne pas boire entre la prise du comprimé et le sommeil.
L’oxybutinine est indiquée dans l’énurésie associée à des troubles mictionnels diurnes à type d’instabilité vésicale (impériosités mictionnelles et fuites urinaires). Elle agit sur le détrusor en diminuant l’amplitude des contractions non inhibées de la vessie et augmente ainsi sa capacité fonctionnelle.

### Port de protections
Face à l'énurésie, une solution peut être adoptée, celle du port de protections de type couche-culotte. En effet, les couches peuvent permettre à l'enfant ou à l'adolescent de ne pas se réveiller trempé durant la nuit. Bien qu'elles ne résolvent pas le problème de pipi au lit, les protections sont une solution de confort pour l'enfant, qui bénéficiera ainsi d'un meilleur sommeil, ainsi que pour la famille, en évitant de changer les draps chaque jour. Néanmoins, certains urologues déconseillent le port de couches chez l'enfant ou l'adolescent énurétique dans l'objectif de ne pas le conforter dans son problème. Cette approche est ancrée dans la théorie ancienne voulant que l'enfant atteint d'énurésie est simplement paresseux et que l'inconfort lié à son énurésie est une motivation « essentielle » à sa guérison. Cependant de plus en plus de pédiatres et urologues « modernes » considèrent la nécessité d'un sommeil de qualité prioritaire. De plus un meilleur sommeil régulier contribuera dans beaucoup de cas à la résolution du problème à moyen/long terme. 
Plusieurs types de protection existent : les couches-slips (sous forme de culotte à enfiler) et les changes-complets (couches avec attaches adhésives). Les couches-slips renforceront l'autonomie de l'enfant puisque ce dernier pourra l'enfiler seul contrairement aux changes-complets où l'enfant aura besoin de l'aide d'un tiers pour le positionnement et l'ajustement de la protection. Parmi les couches-slips, certaines sont spécialement conçus pour les enfants et les adolescents énurétiques. Les changes-complets sont plus absorbants que les culottes absorbantes, mais moins pratiques à l'utilisation.

### Autres
La prise en charge des troubles respiratoires durant le sommeil par une amygdalectomie peut résoudre certaines énurésies. 
L'acupuncture, l'hypnose ou encore la neurostimulation électrique transcutanée (appliquée sur le nerf tibial postérieur), semblent avoir une certaine efficacité. De nombreux patients consultent des ostéopathes pour lutter contre l'énurésie nocturne primaire isolée mais il n'existe pas d'études cliniques pouvant attester de résultats probants comme le soulignent Burguete et Dubois.

## Divers
L’acteur américain Michael Landon (Charles Ingalls dans la série télévisée La Petite Maison dans la prairie), énurétique durant son adolescence, a produit et interprété un film sur ce sujet : The Loneliest Runner, où un étudiant de 18 ans arrive à guérir de ce handicap, malgré les quolibets de ses condisciples, grâce à la course de fond.
Dans une de ses chansons intitulée Pipi au lit, le chanteur Stromae révèle qu'il a lui-même été énurétique jusqu'à l'âge de quatorze ans.